# Ptilinopus gestroi
Ptilinopus gestroi är en fågel i familjen duvor inom ordningen duvfåglar. Den betraktas oftast som underart till praktfruktduva (Ptilinopus ornatus), men urskiljs sedan 2014 av IUCN och Birdlife International som egen art. Den kategoriseras av IUCN som livskraftig. Fågeln förekommer i kullar på Nya Guinea från Cyclops Mountains till Oninhalvön.